# 華北製藥集團嘉華化工
華北製藥集團嘉華化工有限公司（North China Pharmaceutical Group Jiahua Chemical Company Limited），屬於華北製藥旗下公司，1996年以中外合資成立，主要生產及研發左旋苯甘氨酸乙基邓钾盐、头孢他啶侧链酸、头孢他啶活性酯等系列新型头孢菌素的侧链。
而母公司曾和中國製藥母公司石家莊製藥集團合併，但已告吹，原因為是受到文化和效益問題。2009年6月被前稱金牛能源的冀中能源股份收購，成為旗下公司。  

## 外部連結
- 華北製藥集團嘉華化工有限公司